# Niphecyra papyri
Niphecyra papyri är en skalbaggsart som beskrevs av Pierre Lepesme 1949. Niphecyra papyri ingår i släktet Niphecyra och familjen långhorningar. Inga underarter finns listade i Catalogue of Life.